# Konferenzschaltung (Telekommunikation)
Unter einer Konferenzschaltung (englisch conference bridge) versteht man eine separate technische Funktionseinheit in der Vermittlungsstelle oder externem Server (z. B. Media Server), um mehrere Teilnehmer zu einer Telefonkonferenz zusammenzuschalten. Solche Konferenzschaltungen bieten zusätzliche Dienstmerkmale, die über eine einfache Dreierkonferenz hinausgehen.
Umgangssprachlich wird häufig der Begriff Konferenzschaltung mit dem Begriff Telefonkonferenz gleichgestellt. Jedoch erhält man erst mit der technischen Funktionseinheit Konferenzschaltung die Möglichkeit, eine Telefonkonferenz auch tatsächlich durchzuführen.
Im früheren analogen Telefonnetz konnte eine Konferenzschaltung manuell reserviert und eingerichtet werden, oder es war eine Telefonanlage mit entsprechend vielen Anschlussleitungen beim einleitenden Teilnehmer erforderlich. In IP-basierten Telekommunikationsnetzen werden Konferenzschaltungen von externen Media Servern bereitgestellt. Solche Konferenzschaltungen bieten Platz für 200 und mehr Teilnehmer und ein großes Bündel von Dienstmerkmalen.
In den ersten analogen Telefonnetzen ohne aktive Verstärkerschaltungen stellen ideale Konferenzschaltungen eine schaltungstechnisch anspruchsvolle Aufgabe dar, welche erstmals von Vitold Belevitch mit Hilfe der Conference-Matrix theoretisch beschrieben wurde.
Bei der heute vorherrschenden IP-Telefonie ist die Funktionalität in der Serversoftware (z. B. Asterisk) abgebildet.

## Unterscheidung zu verwandten Begriffen
Demgegenüber versteht man unter Konferenzleitung (englisch conference circuit) in der Telekommunikation einen aktiven oder inaktiven Sprachkanal in einer Telefonkonferenz, an dessen Ende ein Teilnehmer oder eine andere Telefonkonferenz verbunden ist. Sind mehrere Telefonkonferenzen auf diese Art hintereinandergeschaltet, spricht man auch von daisy chain conference. Diese Möglichkeit besteht allerdings aus Signalisierungsgründen nicht für eine Konferenzschaltung und ist in der Regel nur für Dreierkonferenzen von analogen Teilnehmern möglich.